# Peçanha Póvoa
José Joaquim Pessanha Póvoa  (São João da Barra, 15 de abril de 1836 — Vitória, 17 de julho de 1904) foi um Advogado, jornalista, político, escritor e poeta brasileiro.  

## Biografia
Quando estudava Direito em São Paulo, fundou o Instituto Dramático, em 1860, e com Nabuco Araújo, editou a Revista Dramática, que durou 22 números e se destinava a desenvolver e propagar a educação teatral entre os estudantes. Colaborou com o Jornal das Famílias (1863/1878) e com a Revista do Ensaio Filosófico Paulistano, fundada por Álvares de Azevedo. Foi Chefe de Polícia do estado do Rio de Janeiro no governo de Francisco Portela. E também é o Autor da letra do hino do estado do Espírito Santo.

## Obras principais
Literárias
- Legendas Religiosas Da Província Do Espírito Santo (1873)
- Anos Acadêmicos (1860/1864)
- A Cela Do Padre Anchieta (1895)
- Os Heróis Da Guerra (Do Paraguai) (1870)
- Os Heróis Da Arte (1872);
- O Príncipe Gaston De Orleans, Conde D’eu (1902);